# Циттау
Циттау (нім. Zittau) або Житава (в.-луж. Žitawa) — місто у Німеччині, у землі Саксонія. Підпорядковане адміністративному округу Дрезден. Входить до складу району Герліц. Населення становить 24 738 ос. (станом на 31 грудня 2020). Площа — 25,42 км². Офіційний код — 14 6 26 610.
Місто поділяється на 9 міських районів.
Циттау був членом Союзу шести міст.
У часи розділеної Німеччини, перебував на території НДР і мав ряд підприємств, у тому числі і народне підприємство VEB Robur-Werke із виробництва вантажних автомобілів «Robur».
У Циттау розташовані два вищих навчальних заклади: Міжнародний інститут Циттау (нім. Internationales Hochschulinstitut (IHI) Zittau) і Вища школа Циттау/Герлітц (нім. Hochschule Zittau/Görlitz). Міжнародний інститут Циттау має статус найменшого університету Німеччини.

## Відомі уродженці та жителі
- Йоганн Крігер (1652–1735) — німецький композитор та органіст, довго жив і творив у Циттау.
- Віллі Майнк (1914–1993) — німецький письменник, довгий час жив у Циттау.

## Галерея

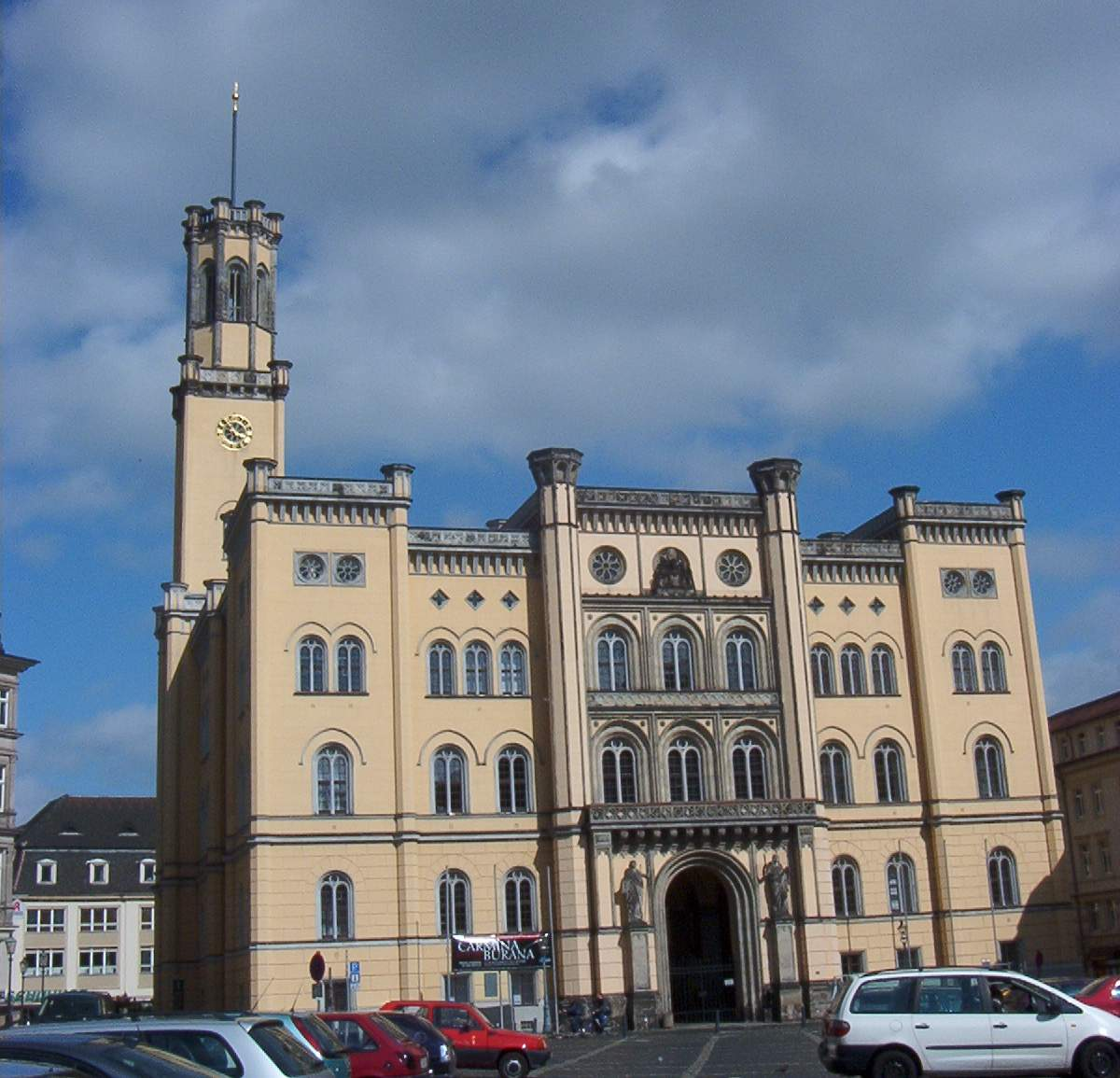
Ратуша
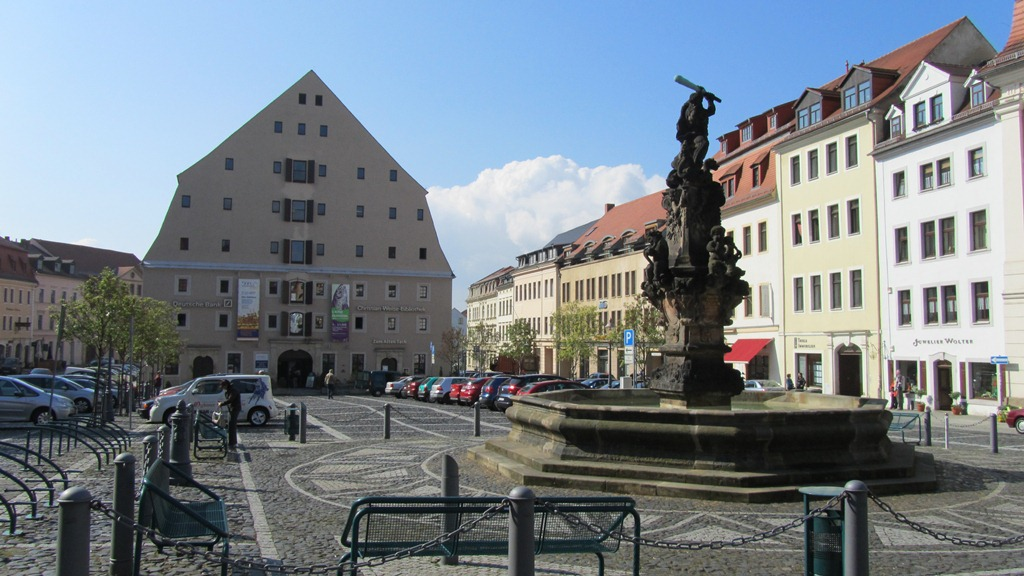
Вид на Salzhaus
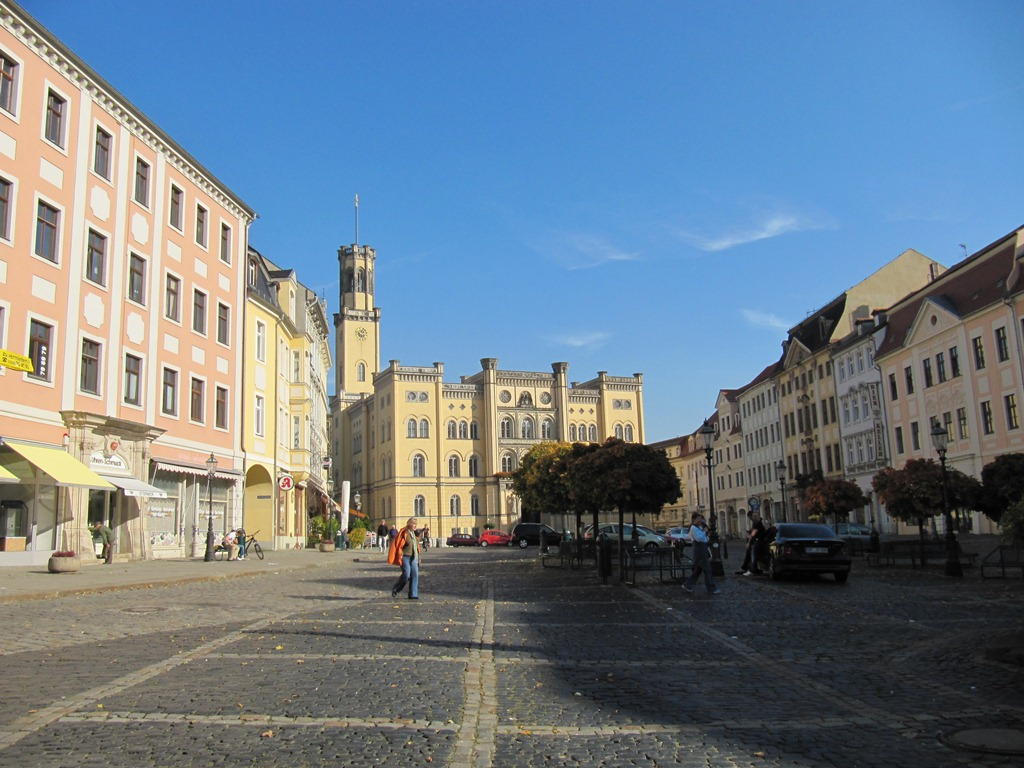
Ратуша на Марктплатц
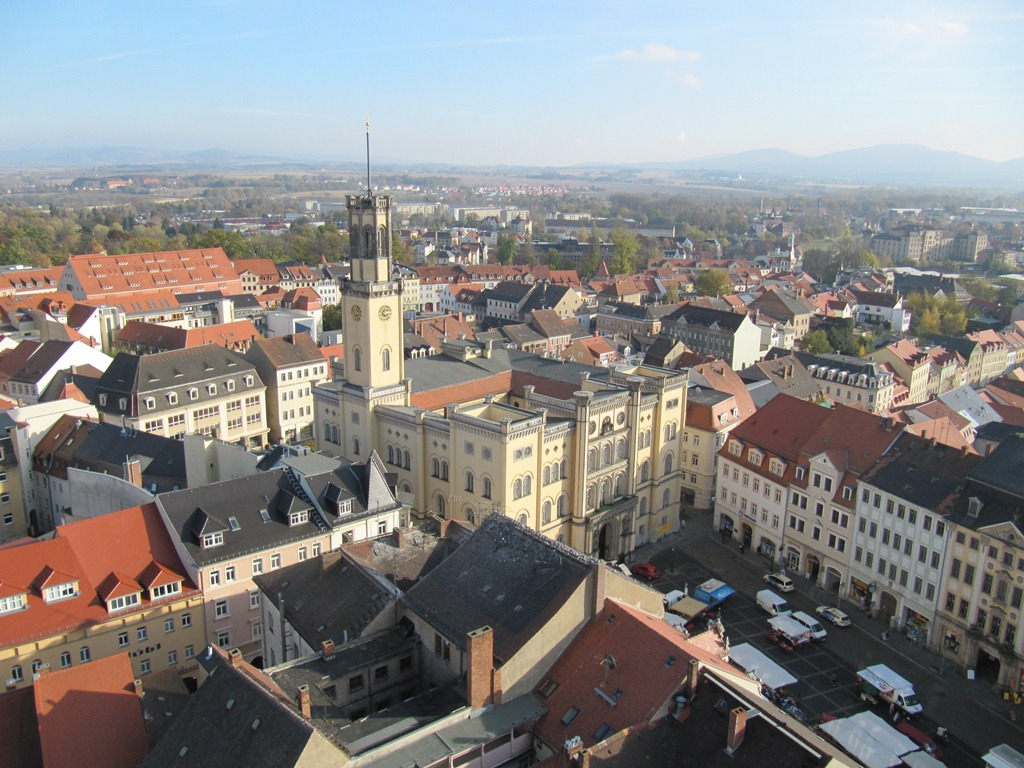
Вид на Циттау згори